# Idiopidae
Idiopidae Simon, 1892 è una famiglia di ragni appartenente all'infraordine Mygalomorphae.

## Etimologia
Il nome deriva dal greco ῖδιος, ìdios cioè distinto, peculiare, proprio, e ὄψ, òps, cioè aspetto, riferendosi alle varie parti anatomiche ben chiare e distinguibili nelle varie specie, ed il suffisso -idae, che designa l'appartenenza ad una famiglia.

## Caratteristiche
Di aspetto esteriore hanno una conformazione ben proporzionata del corpo che riporta alla mente per analogia quello delle tarantole. In alcune specie i maschi hanno uno sperone sulle loro zampe che protendono verso l'aggressore se minacciate. Le filiere laterali posteriori sono allungate.

## Comportamento
Sono ragni costruttori di cunicoli che poi rivestono con la tela e, alcune specie, con un opercolo apribile. La specie thailandese Prothemenops siamensis, lunga circa 2 cm, costruisce il cunicolo lungo pareti di terra che si affacciano su corsi d'acqua nelle foreste pluviali di montagna. Ogni cunicolo ha due o tre ingressi che afferiscono nel tubo principale.

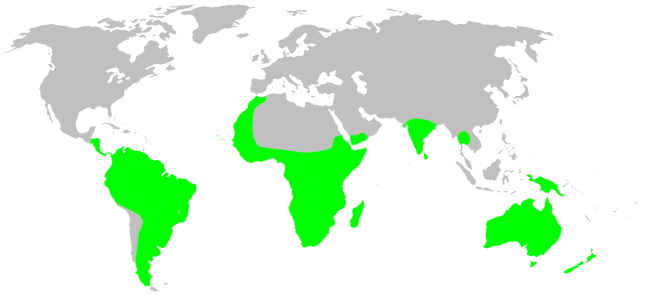
Idiopidae - distribuzione

## Distribuzione
Le oltre 300 specie sono distribuite fra l'America centro-meridionale, l'Africa, l'India e l'Oceania.

## Tassonomia
Attualmente, a novembre 2020, si compone di 23 generi e 414 specie; per la classificazione in sottofamiglie si segue l'entomologo Joel Hallan:
- Arbanitinae Simon, 1903
  - Aganippini
    - Aganippe O. P.-Cambridge, 1877 — Australia
    - Anidiops Pocock, 1897 — Australia
    - Eucyrtops Pocock, 1897 — Australia
    - Idiosoma Ausserer, 1871 — Australia

  - Arbanitini
    - Arbanitis L.Koch, 1874 — Australia
    - Blakistonia Hogg, 1902 — Australia
    - Cantuaria Hogg, 1902 — Nuova Zelanda
    - Cataxia Rainbow, 1914 — Australia
    - Cryptoforis Wilson, Rix & Raven, 2020 - Australia (Victoria, Queensland), Tasmania
    - Euoplos Rainbow, 1914 — Australia
    - Misgolas Karsch, 1878 — Australia
- Genysinae Simon, 1903
  - Genysa Simon, 1889 — Madagascar
  - Hiboka Fage, 1922 — Madagascar
  - Neocteniza Pocock, 1895 — America centrale e meridionale
  - Scalidognathus Karsch, 1891 — India, Sri Lanka, Isole Seychelles
- Idiopinae Simon, 1892
  - Ctenolophus Purcell, 1904 — Sudafrica
  - Galeosoma Purcell, 1903 — Africa meridionale
  - Gorgyrella Purcell, 1902 — Africa meridionale
  - Heligmomerus Simon, 1892 — Africa, India, Sri Lanka
  - Idiops Perty, 1833 — America meridionale, Africa, Asia mediorientale e meridionale
  - Segregara Tucker, 1917 — Sudafrica
  - Titanidiops Simon, 1903 — Africa, Isole Canarie
- incertae sedis
  - Prothemenops Schwendinger, 1991 — Thailandia